# Štanjel
Štanjel este o localitate din comuna Komen, Slovenia, cu o populație de 340 de locuitori.